# Radek Černý
Radek Černý (Praag, 18 februari 1974) is een Tsjechische voormalig voetballer als doelman speelde.

## Loopbaan
Voordat Černý bij Tottenham Hotspur speelde, kwam hij acht jaar lang uit voor het Tsjechische Slavia Praag. Zijn carrière begon hij echter bij het kleinere FC Union Cheb. Hij is een ex-international voor het Tsjechische elftal Onder-21, en mocht ook drie keer uitkomen voor het "grote" Tsjechië. In 2009 maakte Cerny de overstap naar Queens Park Rangers. Hij sloot zijn loopbaan in het seizoen 2013/14 af bij Slavia Praag. Daar werd hij keeperstrainer.

## Erelijst
Queens Park Rangers
- Football League Championship

2011